# 華人行

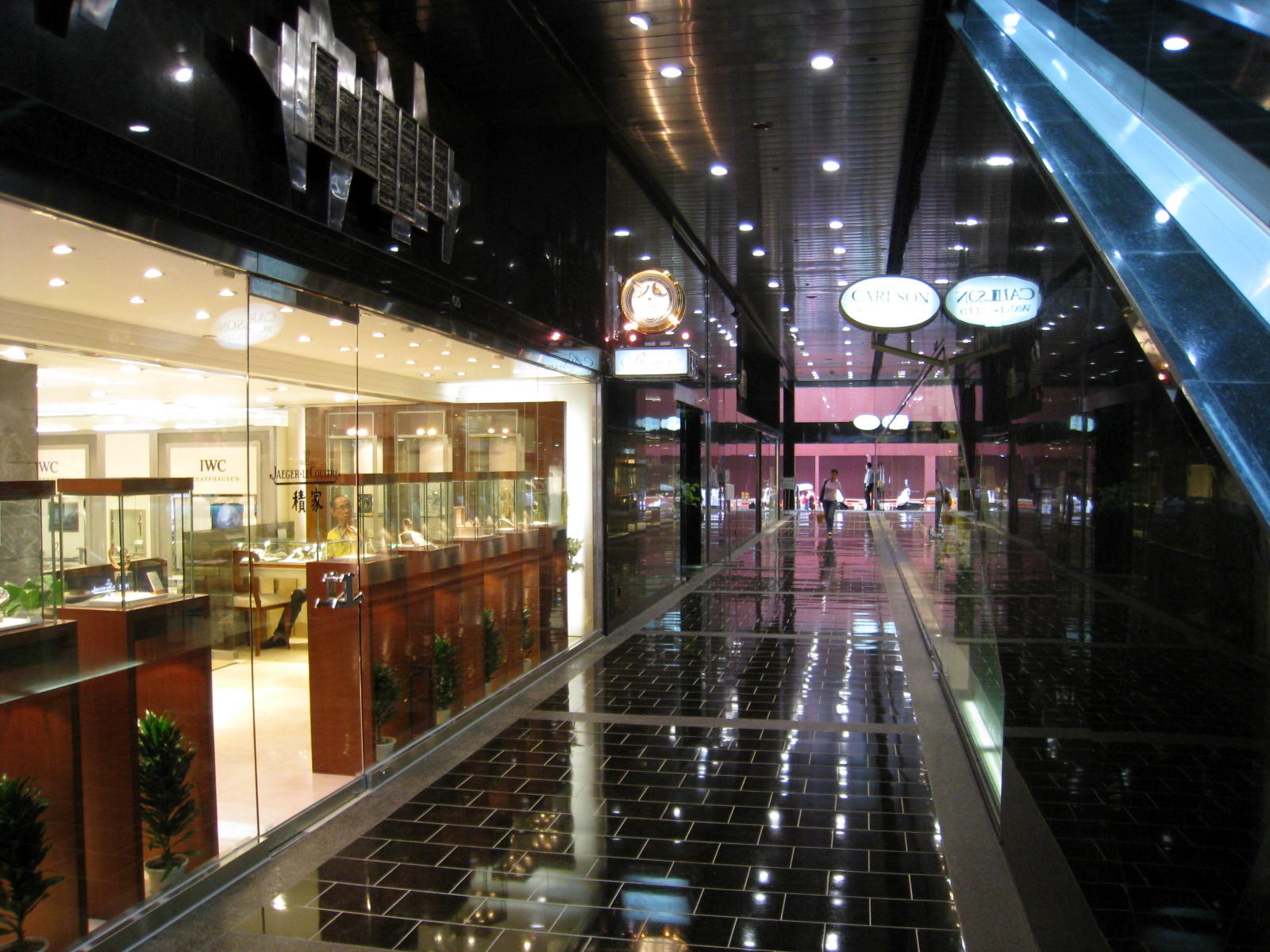
華人行地面為商舖

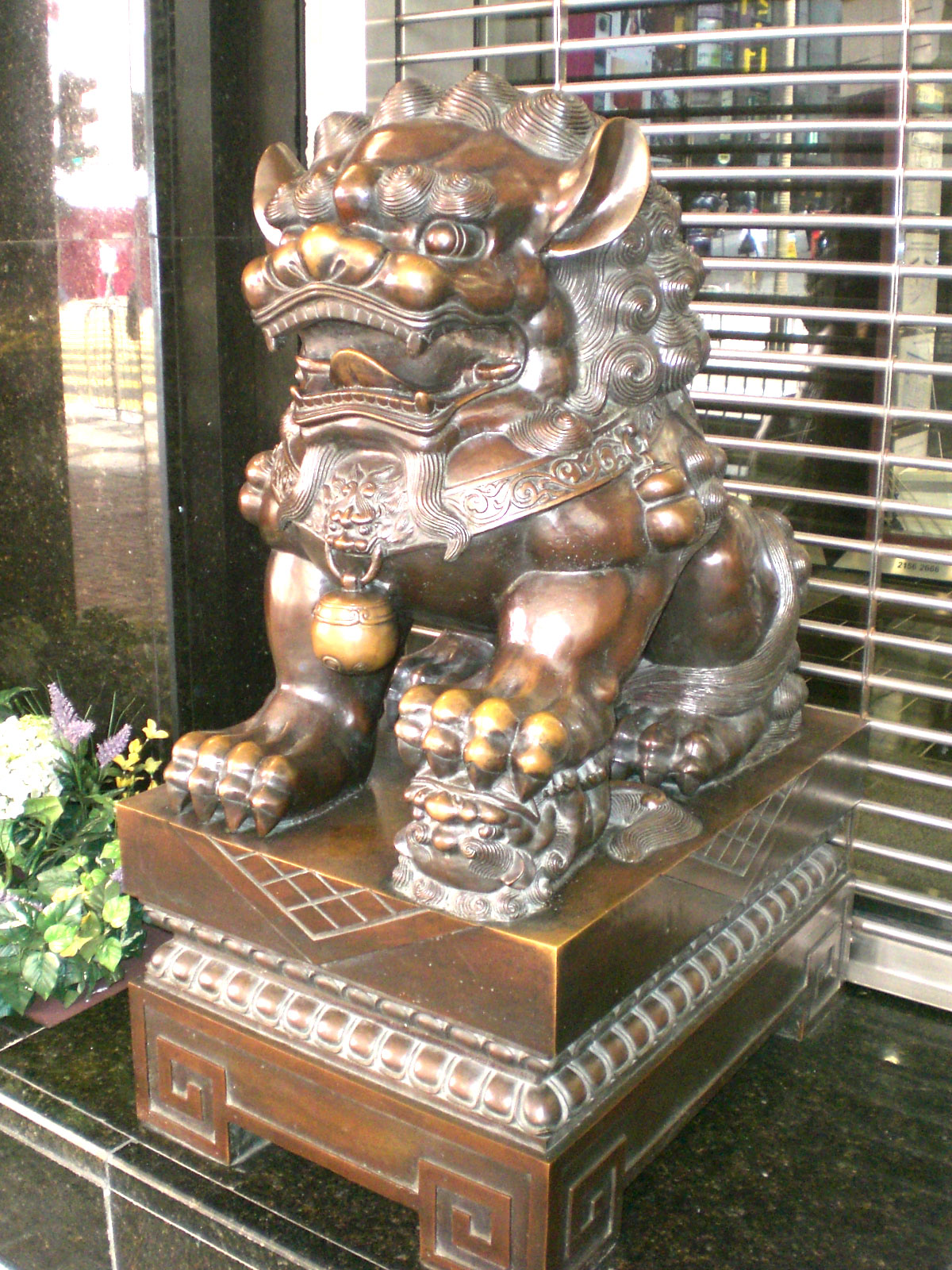
青銅中國獅子

華人行（China Building）位於香港中環畢打街及皇后大道中交界，是長江實業地產旗下收租物業，樓高23層（包括閣樓及兩層地庫），地面為商舖，21層甲級寫字樓總建築面積約為24038.78平方米（258751平方呎）。1999年怡安集團（Aon Group）遷入成為最大租戶，於11月1日更名為怡安華人行。
華人行曾稱為怡安華人行（Aon China Building），怡安保險時為本大廈租戶並取得命名權。大樓所在地前身為第二代香港郵政總局（皇后大道中）及第一代香港最高法院（畢打街）舊址，於1922年以呎價50元售出，1924年，第一代華人行建成。1975年，和黃地產集團收購華人行業權，由長江實業重建第二代華人行。
1978年，李嘉誠將長江實業總部自北角長江大廈搬往華人行，於1999年再遷入長江集團中心。在香港上海匯豐銀行總行重建期間亦以華人行作為臨時總部。1979年，信和置業亦遷入中環華人行，於1987年2月再遷入對岸的尖沙咀中心。
在向南面對雲咸街方向，臨皇后大道中行人路旁，華人行放置有一對手工精美的青銅中國獅子塑像，是附近其他大廈少有的吉祥物。
2011年，怡安保險遷至銅鑼灣時代廣場1座27樓，大廈名稱回復為「華人行」。

## 目前主要租戶
- 中國通海國際金融
- 周生生
- 匯豐銀行

## 鄰近建築
- 會德豐大廈
- 中建大廈
- 中匯大廈
- 置地廣場
- 陸海通大廈
- 娛樂行
- 畢打行

## 交通
港鐵
- █  荃灣綫、 █  港島綫：中環站D1出口（步行2分鐘）

電車
巴士

## 外部連結
- 華人行